# Eduardo Iturralde González
Eduardo Iturralde González (Arrankudiaga, 1967. február 20. –) spanyol nemzetközi labdarúgó-játékvezető.

## Pályafutása

### Nemzeti játékvezetés
1995-ben lett a Primera Division játékvezetője. Az aktív nemzeti játékvezetéstől 2012-ben vonult vissza.

#### Nemzeti kupamérkőzések
Vezetett Kupa-döntők száma: 3.

##### Szuperkupa Kupa
| Időpont             | Helyszín                          | Mérkőzés típusa        | Mérkőzés                              | Eredmény | Nézők száma |
| ------------------- | --------------------------------- | ---------------------- | ------------------------------------- | -------- | ----------- |
| 2001. augusztus 22. | Santiago Bernabéu Stadion, Madrid | döntő második mérkőzés | Real Madrid CF–Real Zaragoza          | 3 : 0    | 70 000      |
| 2002. augusztus 25. | Mestalla Stadion, Valencia        | döntő második mérkőzés | Valencia CF–RC Deportivo de La Coruña | 0 : 1    | 32 000      |
| 2008. augusztus 24. | Santiago Bernabéu Stadion, Madrid | döntő második mérkőzés | Real Madrid–Valencia CF               | 4 : 2    | 60 000      |

### Nemzetközi játékvezetés
A Spanyol labdarúgó-szövetség Játékvezető Bizottsága (JB) terjesztette fel nemzetközi játékvezetőnek, a Nemzetközi Labdarúgó-szövetség (FIFA) 1998-tól tartotta nyilván bírói keretében. Több nemzetek közötti válogatott és klubmérkőzést vezetett. FIFA JB besorolás szerint első kategóriás bíró.  A spanyol nemzetközi játékvezetők rangsorában, a világbajnokság-Európa-bajnokság sorrendjében többedmagával a 2. helyet foglalja el 14 találkozó szolgálatával. Az aktív nemzetközi játékvezetéstől 2011-ben a FIFA 45 éves korhatárát elérve búcsúzott. Válogatott mérkőzéseinek száma: 15.

#### Világbajnokság
Egyesült Arab Emírségek rendezte a 14., U20-as, a 2003-as ifjúsági labdarúgó-világbajnokságot, ahol a FIFA JB bíróként alkalmazta.
| Időpont            | Helyszín                              | Mérkőzés típusa              | Mérkőzés                   | Eredmény | Nézők száma |
| ------------------ | ------------------------------------- | ---------------------------- | -------------------------- | -------- | ----------- |
| 2003. november 28. | Al-Rashid Stadion, Dubaj              | csoportmérkőzés (C. csoport) | Brazília–Kanada            | 2 : 0    | 13 150      |
| 2003. december 5.  | Al-Nahyan Stadion, Abu-Dzabi          | csoportmérkőzés (F. csoport) | Paraguay–Németország       | 2 : 0    | 6 000       |
| 2003. december 9.  | Városi Stadion, Sharjah               | egyik nyolcaddöntő           | Brazília–Szlovákia         | 2 : 1    | 12 800      |
| 2003. december 12. | Mohammad Bin Zayed Stadion, Abu-Dzabi | egyik negyeddöntő            | Egyesült Államok–Argentína | 1 : 2    | 15 500      |

---
A világbajnoki döntőhöz vezető úton Dél-Koreába és Japánba a XVII., a 2002-es labdarúgó-világbajnokságra, Németországba a XVIII., a 2006-os labdarúgó-világbajnokságra és Dél-Afrikába a XIX., a 2010-es labdarúgó-világbajnokságra a FIFA JB bíróként alkalmazta. 2006-ban az Óceániai Labdarúgó-szövetség (OFC) zónában is tevékenykedett.

##### 2002-es labdarúgó-világbajnokság

###### Selejtező mérkőzés
| Időpont         | Helyszín                          | Mérkőzés típusa           | Mérkőzés           | Eredmény | Nézők száma |
| --------------- | --------------------------------- | ------------------------- | ------------------ | -------- | ----------- |
| 2001. június 2. | Boris Paichadze Stadion, Tbiliszi | előselejtező (8. csoport) | Grúzia–Olaszország | 1 : 2    | 28 000      |

##### 2006-os labdarúgó-világbajnokság
Ausztrália rendezte a 7., a 2004-es OFC-nemzetek kupája labdarúgó tornát, amely egyben a világbajnokság selejtezőjének is megfelelt.

###### Selejtező mérkőzés
| Időpont             | Helyszín                    | Mérkőzés típusa           | Mérkőzés                    | Eredmény | Nézők száma |
| ------------------- | --------------------------- | ------------------------- | --------------------------- | -------- | ----------- |
| 2004. május 31..    | Marden Stadion, Adelaide    | előselejtező (2. forduló) | Új-Záland–Salamon-szigetek  | 3 : 0    | 217         |
| 2004. június 2.     | Marden Stadion, Adelaide    | előselejtező (2. forduló) | Ausztrália–Fidzsi-szigetek  | 6 : 1    | 2 200       |
| 2004. június 6.     | Hindmarsh Stadion, Adelaide | előselejtező (2. forduló) | Salamon-szigetek–Ausztrália | 2 : 2    | 3 500       |
| 2004. szeptember 4. | Qemal Stafa Stadion, Tirana | előselejtező (2. csoport) | Albánia–Görögország         | 2 : 1    | 15 800      |

##### 2010-es labdarúgó-világbajnokság

###### Selejtező mérkőzés
| Időpont           | Helyszín                         | Mérkőzés típusa           | Mérkőzés                 | Eredmény | Nézők száma |
| ----------------- | -------------------------------- | ------------------------- | ------------------------ | -------- | ----------- |
| 2008. október 11. | Ljudski VRT Stadion, Maribor     | előselejtező (3. csoport) | Szlovénia–Észak-Írország | 2 : 0    | 12 385      |
| 2009. március 28. | Millennium Stadion, Cardiff      | előselejtező (4. csoport) | Wales–Finnország         | 0 : 2    | 22 604      |
| 2009. október 10. | Josy-Barthel Stadion, Luxembourg | előselejtező (2. csoport) | Luxemburg–Svájc          | 0 : 3    | 8 031       |

#### Európa-bajnokság
Svájc rendezte a 13., a 2002-es U21-es labdarúgó-Európa-bajnokságot, ahol a FIFA/UEFA JB bíróként foglalkoztatta.
| Időpont         | Helyszín                      | Mérkőzés típusa              | Mérkőzés            | Eredmény |
| --------------- | ----------------------------- | ---------------------------- | ------------------- | -------- |
| 2002. május 20. | St. Jakob Park Stadion, Bázel | csoportmérkőzés (A. csoport) | Olaszország–Anglia  | 2 : 1    |
| 2002. május 25. | St. Jakob Park Stadion, Bázel | egyik elődöntő               | Franciaország–Svájc | 2 : 0    |

---
Az európai-labdarúgó torna döntőjéhez vezető úton Portugáliába a XII., a 2004-es labdarúgó-Európa-bajnokságra, Ausztriába és Svájcba a XIII., a 2008-as labdarúgó-Európa-bajnokságra és Ukrajnába és Lengyelországba a XIV., a 2012-es labdarúgó-Európa-bajnokságra az UEFA JB játékvezetőként foglalkoztatta.

##### 2004-es labdarúgó-Európa-bajnokság

###### Selejtező mérkőzés
| Időpont             | Helyszín                       | Mérkőzés típusa            | Mérkőzés               | Eredmény | Nézők száma |
| ------------------- | ------------------------------ | -------------------------- | ---------------------- | -------- | ----------- |
| 2003. június 7.     | Lansdowne Road Stadion, Dublin | előselejtező (10. csoport) | Írország–Grúzia        | 2 : 0    | 36 000      |
| 2003. augusztus 20. | Városi Stadion, Tórshavn       | előselejtező (5. csoport)  | Izland–Feröer-szigetek | 1 : 2    | 3 416       |

##### 2008-as labdarúgó-Európa-bajnokság

###### Selejtező mérkőzés
| Időpont           | Helyszín                    | Mérkőzés típusa           | Mérkőzés              | Eredmény | Nézők száma |
| ----------------- | --------------------------- | ------------------------- | --------------------- | -------- | ----------- |
| 2006. október 15. | Központi Stadion, Ramat Gan | előselejtező (E. csoport) | Izrael–Horvátország   | 3 : 4    | 35 000      |
| 2007. június 6.   | Ulleval Stadion, Oslo       | előselejtező (C. csoport) | Norvégia–Magyarország | 4 : 0    | 19 198      |

##### 2012-es labdarúgó-Európa-bajnokság

###### Selejtező mérkőzés
| Időpont           | Helyszín                  | Mérkőzés típusa           | Mérkőzés              | Eredmény | Nézők száma |
| ----------------- | ------------------------- | ------------------------- | --------------------- | -------- | ----------- |
| 2010. október 8.  | Városi Stadion, Podgorica | előselejtező (G. csoport) | Montenegró–Svájc      | 1 : 0    | 10 750      |
| 2010. október 11. | Városi Stadion, Dublin    | előselejtező (B. csoport) | Írország–Örményország | 2 : 1    | 45 200      |

## Szakmai sikerek
Az IFFHS (International Federation of Football History & Statistics)  1987-2011 évadokról tartott nemzetközi szavazásán 151, játékvezető besorolásával minden idők 117, legjobb bírójának rangsorolta, holtversenyben  Dzsamál as-Saríf, Stefano Farina, Massimo de Santis, Dermot Gallagher, Gianluca Paparesta, Marco Rodríguez és Alekszej Nyikolajevics Szpirin társaságában.